# Observator Cultural

Observator cultural est un magazine littéraire et culturel roumain, basé à Bucarest.

## Description
Cette revue a été créée en 2000 et est consacré à la littérature, aux événements culturels et à l'art de la scène en Roumanie.
Dans un entretien avec Carmen Mușat, rédactrice en chef, un rapprochement est opéré en ces termes : "Des revues telles que L’Atelier du Roman et Observator cultural sont des laboratoires où se préparent, à force d'expérimentations, l'avenir des formes littéraires".
Pour soutenir les écrivains, la revue décerne chaque année des prix littéraires dans cinq catégories distinctes, dont celui qui porte le nom de Gheorghe Crăciun, attribué souvent pour l'ensemble de l’œuvre.

## Récompenses et prix décernés par la revue
Chaque année, cette revue  octroie des bourses à des écrivains, dans plusieurs catégories: première publication, critique littéraire / histoire littéraire /théorie, essai/journalisme, mémoires, poésie et prose, par un vote d’un certain nombre de ses rédacteurs et collaborateurs.
La revue décerne également, tous les ans depuis 2007, le Prix Gheorghe Crăciun. Ce prix a été décerné à l'écrivain Mircea Horia Simionescu (2007), Mircea Ivănescu (2008), Norman Manea (2009), Radu Cosaşu (2010), Emil Brumaru (2011), Serban Foarţă (2012), Dumitru Ţepeneag (2013), Georges Banu (2014), Nora Iuga (2015),.
À partir de 2010, une récompense est attribuée aussi, chaque année, à des traducteurs. Ont été ainsi mis en avant : Antoaneta Ralian et Anamaria Pop (2010), Luminita Luminita Munteanu et Voina-Rauf (2011), Sorin Marculescu et George Volceanov (2012), Niscov et Viorica Alexandru Al. Şahighian (2013), Bogdan Ghiu (2014), Constantin Geambaşu et Antoaneta Olteanu (2015),.
Parmi les collaborateurs étrangers on compte entre autres, Michel Crépu, Jean Harris, écrivaine américaine et traductrice du roumain ou bien Richard Wagner et Éric Dussert.